# Bonai

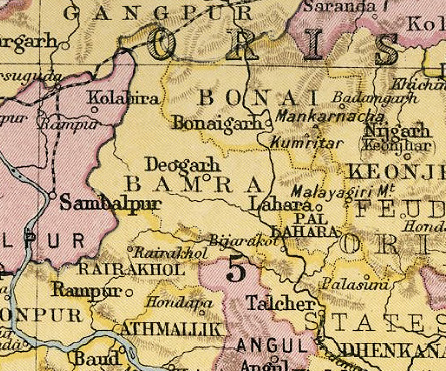
Mapa del nomenclàtor imperial de l'Índia

Bonai fou un estat tributari protegit d'Orissa (abans de 1905 de Chota Nagpur, el més al sud d'aquest territori) amb una superfície de 3357 km² i una població el 1881 de 24.030, el 1891 de 32.120 i el 1901 de 38.277, en 217 pobles (256 pobles el 1881), els principals a la riba del Brahmani. La majoria de la població eren hinduistes i les tribus principals eren els bhuiyes, gonds, hos, khàries, mundes i pans.

## Característiques
Limitava al nord amb l'estat de Gangpur i districte de Singhbhum; a l'est amb Keonjhar, i al sud i oest amb Bamra. Estava ocupat per les muntanyes Bonai i els seus cims principals eren el Mankarnacha (1.128 metres), el Badamgarh (1.093 metres), i el Kumritar (1.082 metres). El riu principal era el Brahmani.
Bonai fou cedit a Gran Bretanya, junt amb altres estats de Chota Nagpur, pel tractat de Deogaon amb Raghuji Bhonsle de Nagpur, però li fou retornat a aquest per un acord especial el 1806. Per un acord provisional amb Madhuji Bhonsle (Appa Sahib) el 1818 va retornar als britànics als que fou definitivament cedit per tractat de 1826. L'estat estava administrat pel seu raja que pagava tribut i aportava serveis militars en temps de guerra. El tribut era de 500 rúpies a l'any (el 1881 eren 20 lliures).
La família reial reclama haver vingut de Sakaldwip a Ceilan, i que el fundador de la família hauria estat abandonat per la seva mare sota un arbre kadamba, però a punt de caure en mans dels perseguidors fou salvat per un paó que el va amagar amb les seves plomes fins que va passar el perill (el paó fou adoptat després com a símbol dinàstic) però realment sembla d'origen aborigen bhuiya; ells s'anomenen kadambasi rajputs, per l'arbre kadamba. Fou un dels estats de Chota Nagpur fins que el 1905 va quedar dins d'Orissa. Les relacions amb Gran Bretanya estaven regulades pel sanad de 1899, ratificat el 1905 amb algun canvis menors degut al trasllat de jurisdicció; en virtut del sanad el raja podia administrar l'estat en condicions predeterminades i es fixava el tribut pel següents 20 anys.
El Comissionat d'Orissa, que era superintendent dels mahals tributaris, en tenia el control general. Entre 1871 i 1901 es van produir dues revoltes dels gonds i una dels bhuiyes. El cap dels bhuiyes era el saont que reclamava el dret (que tenia antigament com inherent al càrrec) d'investir al raja (que aquest no reconeixia modernament); els gonds estaven dirigits per dos caps: el mahapatra i el dandpat; tots tres càrrecs eren subfeudataris del raja, els únics que posseïen alguns pobles en feu i havien de fer alguns serveis als rages a més de pagar un tribut o renda. El raja disposava d'una policia de 6 oficials i 27 homes a més d'un cos de chaukidars i goraits (policies locals).
La capital era Bonai Garh, residència del raja, a la riba del Brahmani, que rodejava la fortalesa per tres costats i la quarta estava defensada per muralla; el palau i 150 cases eren dins al recinte; altres 150 cases eren fora de la muralla. La població era d'uns 2000 habitants.

## Llista dels darrers rages
- Dayanidhi Chandra Deo 1804-1851
- Chandra Deo 1851-1876 (+ 12 de setembre de 1876)
- Bahadur Indra Deo 1876-1898
- Nilambar Chandra Deo 1898-1902 (+19 de febrer de 1901)
- Dharani Dhar Deo 1902-1948